# 藤原数子
藤原 数子（ふじわら の かずこ、生没年不詳）は、奈良時代後期から平安時代初期にかけての女官。藤原南家雄友の娘で、藤原北家藤原総継の妻。光孝天皇の外祖母。姓は朝臣。位階は正五位上（贈正一位）。

## 生涯
桓武朝の延暦8年（789年）1月、多治比邑刀自・紀若子とともに無位から従五位下に叙せられた、という記録が残されているだけで、詳しいことはよく分かっていない。
光孝天皇即位後の元慶8年（884年）8年3月、夫の従五位上の藤原総継とともに、正五位下から正一位を贈位され、同年12月には山城国愛宕郡八坂郷の地10町を墓地とされている。

## 官歴
『六国史』による。
- 延暦8年（789年）正月27日：従五位下
- 時期不詳：正五位上
- 元慶8年（884年） 3月13日：贈正一位